# 入江岡站

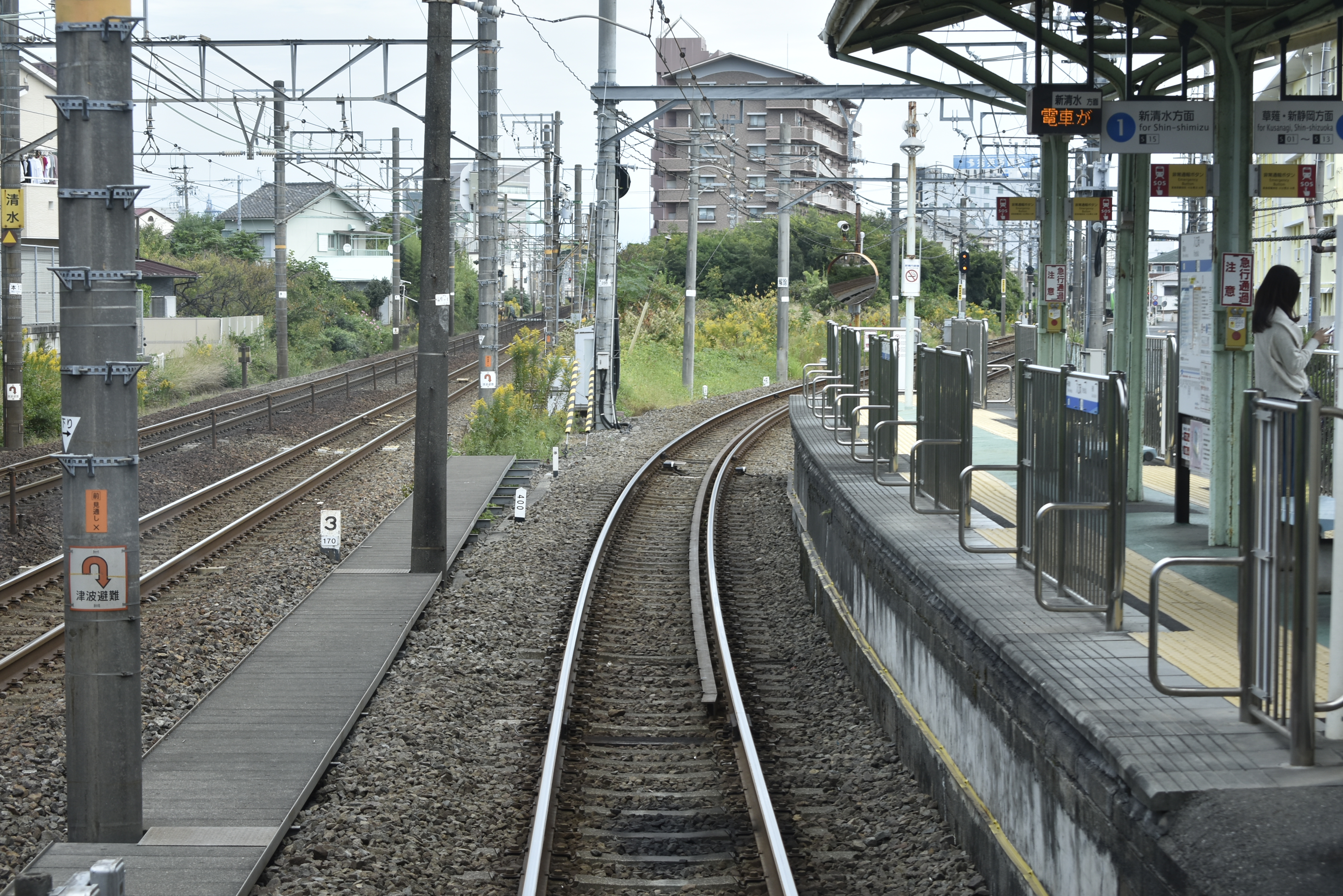
月台（2020年10月）

入江岡站（日语：／ Irieoka eki */?）是位於靜岡縣靜岡市清水區濱田町，靜岡鐵道的靜岡清水線車站。車站編號為S14。

## 歷史

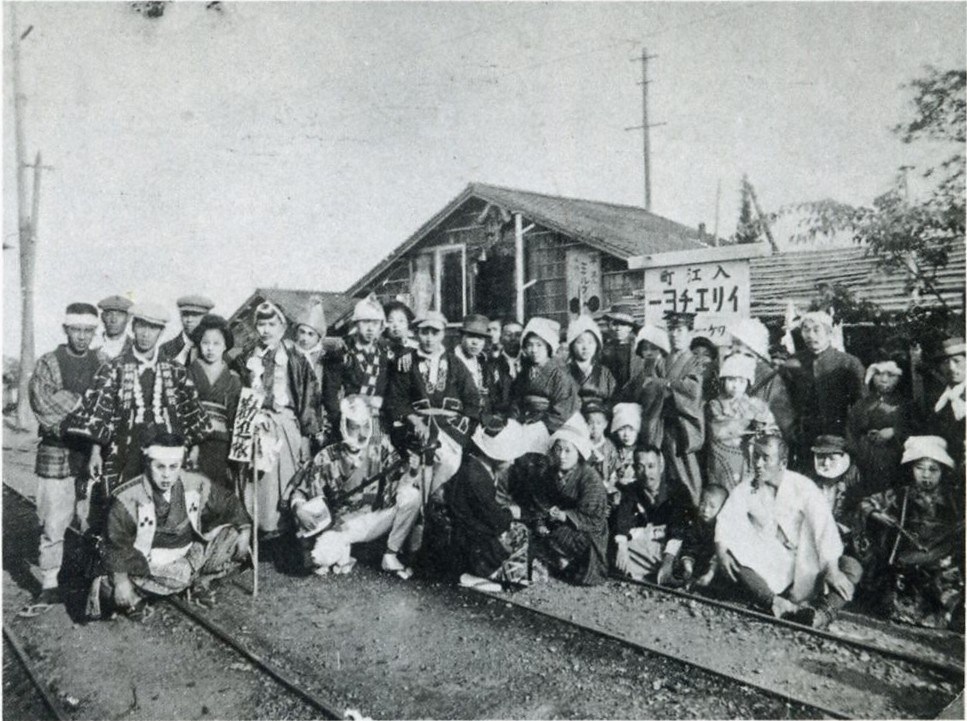
現在時入江岡站附近曾經設有舊線的入江町站(1918年4月)

- 1908年（明治41年）12月9日：入江町站啟用。
- 1934年（昭和9年）2月11日（臨時），8月21日（正式）：走線改變，入江町站被入江岡站取代（這次行動不清楚是車站遷移還是車站廢止同時新設車站）。

## 車站構造
車站是一座地面車站，設有1面2線的島式月台。車站前後區間與東海旅客鐵道（JR東海）東海道本線並行，但東海道本線沒有設站。在車站西邊設有縣道，該縣道跨過東海道本線和靜岡清水線，縣道鄰接車站大樓，大樓設有樓梯連接月台。
此站設有1部自動閘機和1部自動售票機。在月台靠近新靜岡站樓梯下方設有旱廁，在2011年起封閉。
在新靜岡一方設有緊急時使用的渡線。該渡線在發生東海地震時，預計地勢較低的地方會受到海嘯衝擊，為了避免列車駛進櫻橋至新清水之間，因此在2006年加設渡線。渡線位於鄰站入櫻橋的中間位置。在東海地震的警戒宣言中，櫻橋至新清水之間發生地震時暫停營業，列車在櫻橋站落客後以不載客列車身份前往渡線並進入此站，然後折返至新靜岡方向，於櫻橋站上客。在個情況下，入江岡站會設有車站職員當值並車站會關閉。

### 月台
| 月台 | 路線        | 上下行 | 方向             |
| ---- | ----------- | ------ | ---------------- |
| 1    | ●靜岡清水線 | 下行   | 新清水方向       |
| 2    | ●靜岡清水線 | 上行   | 草薙、新靜岡方向 |

## 使用狀況
根據「靜岡市統計書」，2018年度一日平均乘車人次為370人，下車人次為353人。以上落人次比較，於靜岡清水線15座車站中排名第15，為最少人使用的車站。以下為近年上落人次列表：
| 年度               | 1日平均上落人次 | 1日平均上落人次 | 1日平均上落人次 |
| 年度               | 上車人次        | 落車人次        | 合計            |
| ------------------ | --------------- | --------------- | --------------- |
| 2002年（平成14年） | 266             | 332             | 598             |
| 2003年（平成15年） | 269             | 335             | 604             |
| 2004年（平成16年） | 278             | 339             | 617             |
| 2005年（平成17年） | 434             | 386             | 820             |
| 2006年（平成18年） | 259             | 323             | 582             |
| 2007年（平成19年） | 260             | 324             | 584             |
| 2008年（平成20年） | 418             | 402             | 820             |
| 2009年（平成21年） | 391             | 371             | 762             |
| 2010年（平成22年） | 277             | 302             | 579             |
| 2011年（平成23年） | 275             | 310             | 585             |
| 2012年（平成24年） | 279             | 317             | 596             |
| 2013年（平成25年） | 336             | 320             | 656             |
| 2014年（平成26年） | 337             | 324             | 661             |
| 2015年（平成27年） | 363             | 344             | 707             |
| 2016年（平成28年） | 366             | 350             | 716             |
| 2017年（平成29年） | 372             | 360             | 732             |
| 2018年（平成30年） | 370             | 353             | 723             |

## 車站周邊
車站周邊的建築物比較密集，設有商店和診所。此站距離鄰站櫻橋站只有約300米。
- 淡島神社
- 濱田公民館
- 靜岡市立清水濱田小學（日语：静岡市立清水浜田小学校）

## 相鄰車站
靜岡鐵道
 S  靜岡清水線
■通勤急行、■急行、■普通
通過
■普通
櫻橋（S13）－入江岡（S14）－新清水（S15）

## 注腳
1. 1 2  月台方向表示採用靜鐵官方網站中此站的「時間表」為準
2. ↑  静岡市統計書 （页面存档备份，存于）（日語） - 靜岡市

## 外部連結
- 時間表、沿線資訊 - 入江岡站 （页面存档备份，存于）（日語） - 靜鐵集團